# 牛角寨崖墓群
牛角寨崖墓群位於四川省巴中市巴州區，文物遺址年代判定為漢。2012年7月16日公佈為第八批四川省文物保護單位。

## 簡介[2]
牛角寨崖墓群位於四川省巴中市恩陽區舞鳳鄉寶石村，依山而鑿，呈環形狀分佈，分佈面積24000平方公尺。漢代修鑿，坐東南向西北，共有崖墓48座。墓口為方形，有單層、三層門棉。其中M4號崖墓門高1.3公尺，寬1.2公尺。墓室為屋形頂，長2.1公尺，寬1.6公尺。高1.9公尺，墓室兩側壁各鑿石棺台，長1.8公尺，寬0.5公尺，高0.5公尺。墓門外右側石壁陽刻人物、仙禽圖案，豎刻隸書“靈武的伯”；M9，M10、M11號崖墓門楣陽刻斗拱、木檩、僕人牽馬、墓主人騎俊馬等圖案。該墓群具有極高的歷史、科學、藝術價值，是研究漢代喪葬習俗的寶貴實物資料。